# سنت جورج، برمودا
سنت جورج، برمودا (به Latin (disambiguation): St. George's, Bermuda) یک Village در Bermuda است.که در سال ۲۰۰۰ به عنوان میراثی فرهنگی در World Heritage Site به ثبت رسید.